# Leviatan (film)
Leviatan (Левиафан) är rysk dramafilm från 2014 i regi av Andrej Zvjagintsev, med Aleksej Serebrjakov, Jelena Ljadova och Vladimir Vdovitjenkov i huvudrollerna. Den utspelar sig på en halvö vid Barents hav och handlar om en man som strider mot en korrupt borgmästare som vill åt hans mark. Manuset bygger på ett verkligt fall samtidigt som det är en modern omarbetning av Jobs bok och berättelsen om det bibliska sjöodjuret Leviatan. Producenten Aleksandr Rodnjanskij har sagt: "Den handlar om några av de viktigaste samhällsfrågorna i det samtida Ryssland utan att någonsin bli en konstnärs predikan eller ett offentligt anförande, det är en berättelse om kärlek och tragedi upplevd av vanliga människor".
Filmen fick priset för bästa manus vid filmfestivalen i Cannes 2014. Vid Golden Globe-galan 2015 belönades filmen med priset för Bästa icke-engelskspråkiga film. Den nominerades till en Oscar för bästa icke-engelskspråkiga film.

## Medverkande
- Aleksej Serebrjakov som Nikolaj
- Roman Madjanov som Vadim, borgmästaren
- Vladimir Vdovitjenkov som Dmitrij
- Jelena Ljadova som Lilja
- Sergej Pochodajev som Romka

## Tematik
Andrej Zvjagintsev utgick från kyrkofadern Augustinus som i Guds stad menar att den enda skillnaden mellan en stat och ett kriminellt gäng är att en stat måste följa etablerad lag. Zvjagintsev ville visa att denna skiljelinje överträds varje gång lagen missbrukas eller på annat sätt upphör att gälla.

## Tillkomst
Manuset skrevs av Zvjagintsev och Oleg Negin och bygger på ett verkligt fall från USA. År 2004 tröttnade bilmekanikern Marvin Heemeyer på en marktvist med myndigheterna i Granby, Colorado. Han satte sig i en modifierad schaktmaskin och rev ned det lokala kommunhuset, borgmästarens hus och flera andra byggnader innan han tog livet av sig. Zvjagintsev hörde talas om fallet 2008. Han blev fascinerad av den korruption som finns inom Förenta staternas myndighetsutövning, vilket fick honom att börja betrakta korruption som någonting universellt. Filmen bygger även löst på Jobs bok i Gamla testamentet och Guds ord om sjöodjuret Leviatan (Job 40:20-28) som betonar hur maktlös Job är inför det väldiga sjöodjuret.
Den har fler än 15 roller vilket är ovanligt många för en film av Zvjagintsev. Filmen spelades in i staden Kirovsk, nära Murmansk på Kolahalvön. Förberedelserna på plats inleddes i maj 2013. Inspelningen ägde rum under tre månader från augusti till oktober samma år.

## Mottagande
Filmen hade premiär vid filmfestivalen i Cannes 2014 där den visades 23 maj. Den fick festivalens pris för bästa manus. I Förenta staterna blev The Hollywood Reporters recensent Leslie Felperin förvånad över att en film som är kritisk till korruption i Vladimir Putins Ryssland fick statligt filmstöd.
Efter Golden Globe Award för bästa utländska film, läcktes Leviathan på nätet bland några av de andra Oscar 2015 nominerade filmer. Den 12 januari 2015 dök upp på internet hemsidan "Thank you, Leviathan filmmakers" för att uppmuntra användare av sociala medier att bidra med något belopp som tacksamhet till filmskaparna. Alexander Rodnyanskiy, Leviathan:s producent, stödde Slava Smirnovs (webbplatens skapare) initiativ och bad honom att överföra pengar till "Podari Zhizh" välgörenhetsfond som styrd av skådespelerskor Tjulpan Chamatova och Dina Korzun.